# &moshik
&moshik, trước đây là &samhoud places, là một nhà hàng ở Amsterdam, Hà Lan. Nhà hàng đã được trao hai sao Michelin vào năm 2013. Tuy nhiên, nó có được xếp hạng này do thành tích trong quá khứ của đầu bếp trưởng vì nhà hàng tồn tại trong thời gian quá ngắn để có được đánh giá kỹ lưỡng. Vào tháng 11 năm 2013, nhà hàng một lần nữa được trao hai sao, lần này là dưới sự nỗ lực của chính họ. Nhà hàng đóng cửa vào tháng 5 năm 2020 khicuộc khủng hoảng đại dịch COVID-19 buộc nó phải phá sản.
Đầu bếp trưởng của &moshik là Moshik Roth, một trong những đầu bếp nổi tiếng ở Hà Lan. Nhà hàng là sự kế thừa của 't Brouwerskolkje ở Overveen.
&moshik là sự hợp tác giữa đầu bếp người Israel Moshik Roth và doanh nhân Salem Samhoud. Họ đã thành lập một nhà hàng quy mô với tện gọi "Oosterdokseiland". Trong tòa nhà mới, nhà hàng bao gồm sảnh khách và nhà hàng ở cả hai tầng. Giữa tháng 1 năm 2018, nhà hàng đổi tên thành &moshik để tránh nhầm lẫn với các công ty khác trong "nhóm &samhoud".